# Пасовка
Пасовка (Melospiza) — рід птахів родини Passerellidae. Мешкають в Північній Америці.

## Список видів
- Melospiza georgiana (Latham, 1790) — пасовка болотяна
- Melospiza lincolnii (Audubon, 1834) — пасовка вохриста
- Melospiza melodia (Wilson 1810) — пасовка співоча

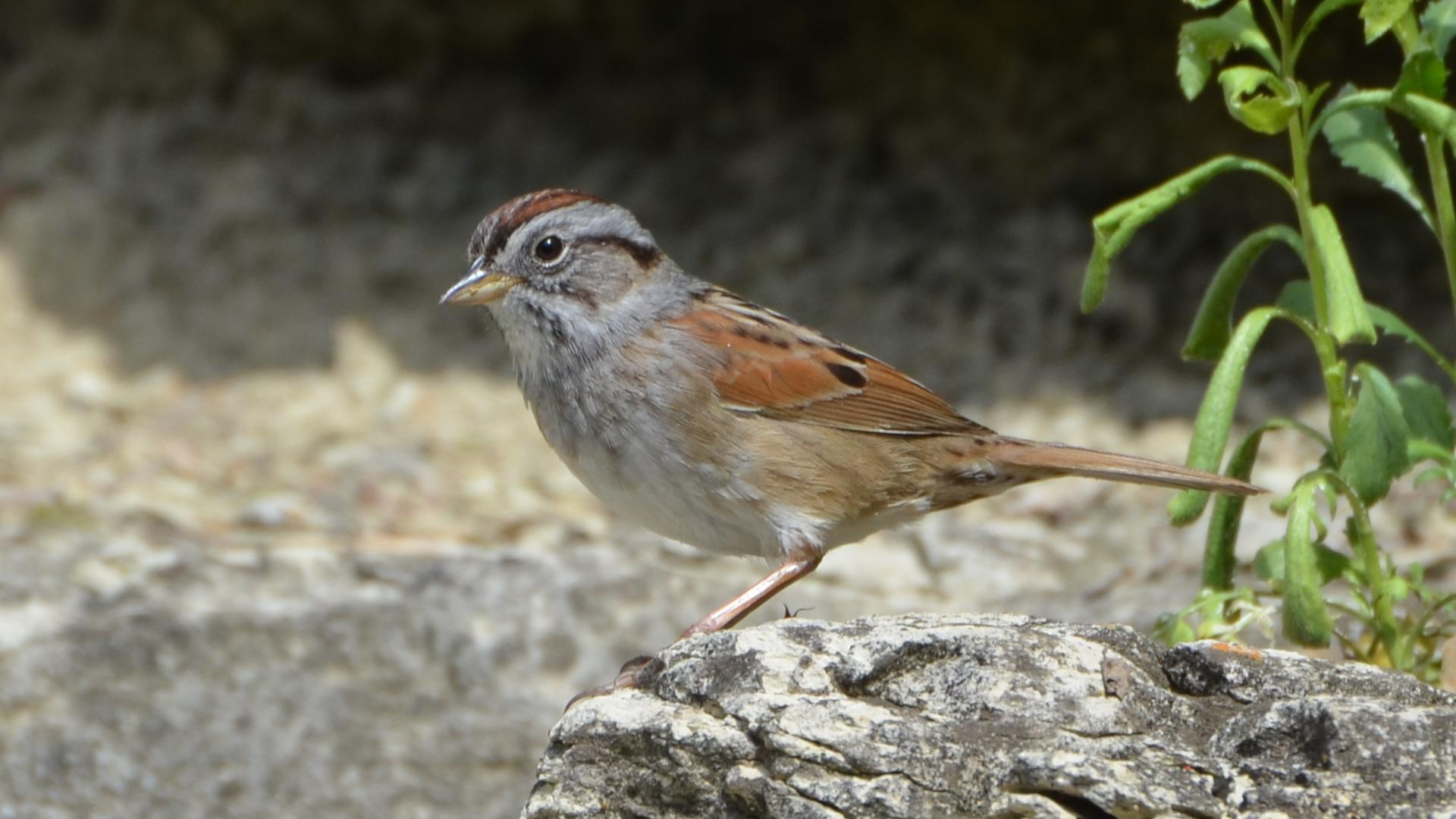
Melospiza georgiana
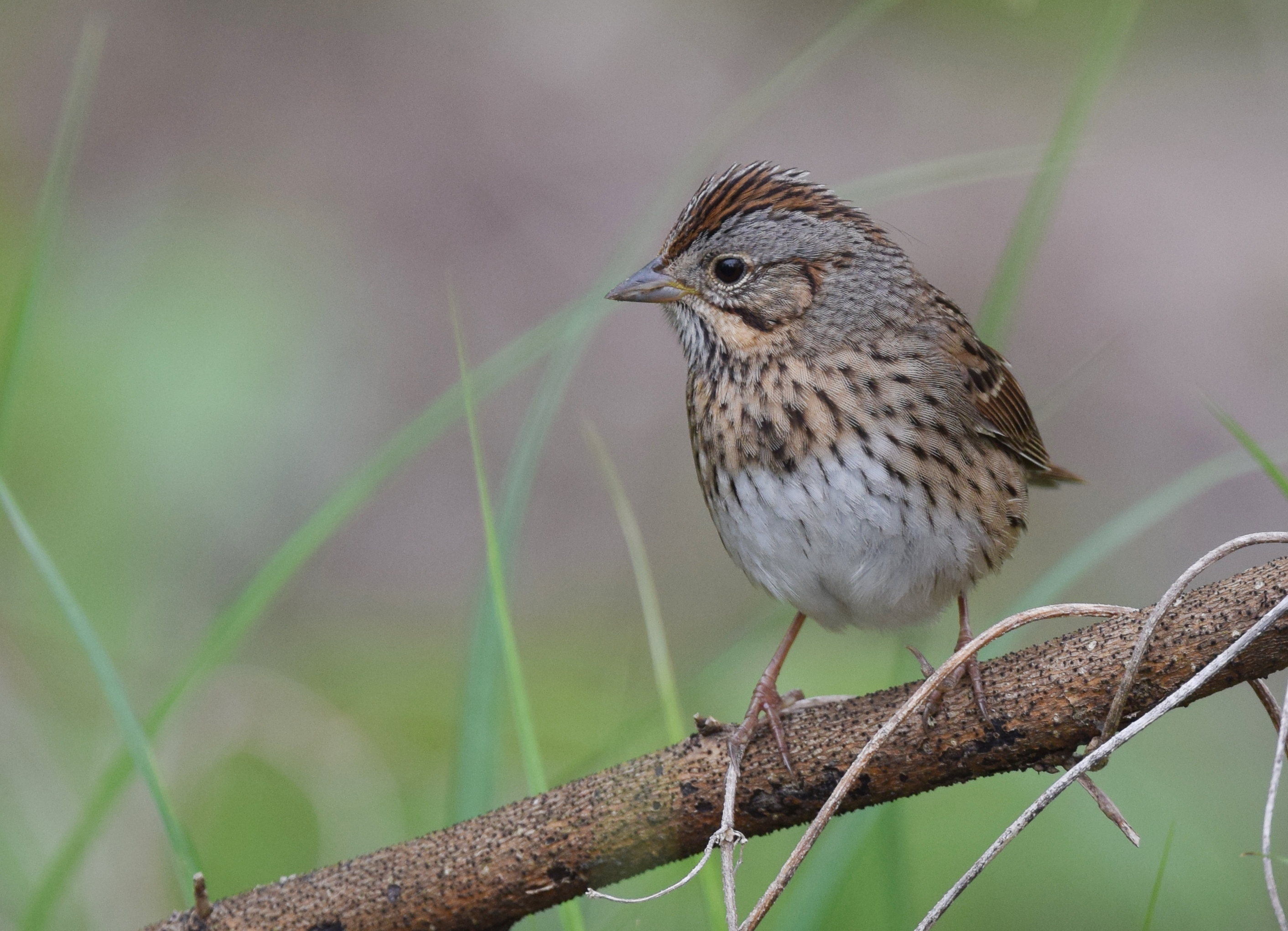
Melospiza lincolnii
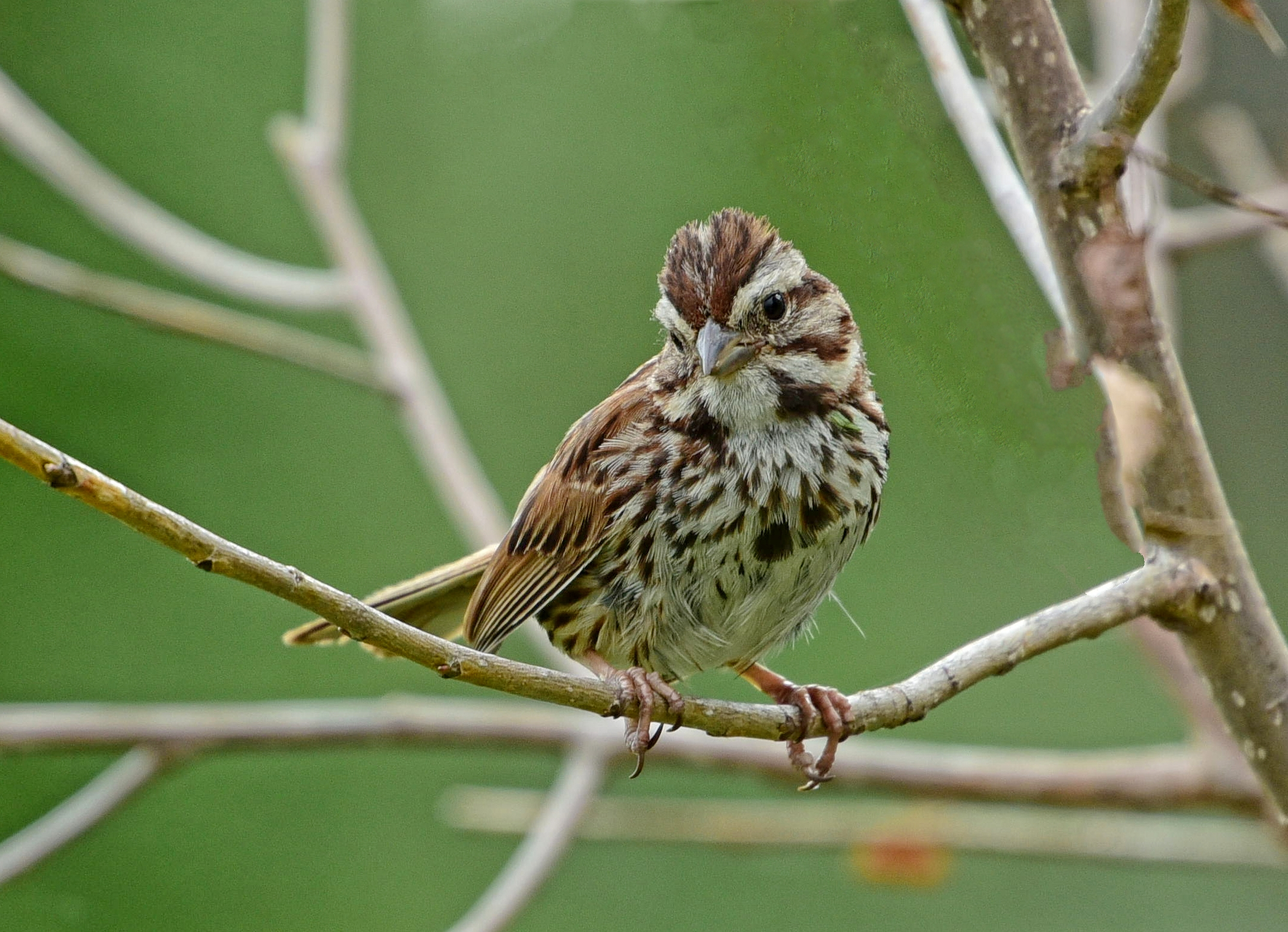
Melospiza melodia